# Myrsine bullata
Espèce
Statut de conservation UICN

 VU D2 : Vulnérable
Myrsine bullata est une espèce de plantes à fleurs de la famille des Primulaceae.

## Publication originale
- Novon 2(4): 399, f. 6. 1992.